# Корвин-Круковский, Василий Васильевич (генерал)
Васи́лий Васи́льевич Ко́рвин-Круко́вский (1803—1875) — русский генерал-лейтенант.

## Родословная
На протяжении нескольких веков та ветвь рода Корвин-Круковских, к которой принадлежал Василий Васильевич, значилась под фамилией Крюковские либо Круковские.
В середине XIX века Василий Васильевич Круковский со своими братьями начал хлопотать о признании их рода в древнем дворянстве. В течение 10 лет велась переписка, восемь раз Круковские подавали прошение в Департамент герольдии. И только на восьмой раз, когда были представлены дополнительные документы, ходатайство было удовлетворено, и в 1858 году Василий Васильевич и его братья были внесены в 6-ю часть Дворянской родословной книги с прибавлением фамилии Корвин. Тем самым было признано, что они ведут происхождение от древнего польского дворянского рода Корвин-Круковских.
Дед Василия Васильевича, Семён Иванович Круковский (умер в 1772 году) в середине XVIII века обосновался на Псковщине.
Отец, Василий Семёнович, родился в 1755 году. В 1774 году поступил на службу в Белозерский пехотный полк подпрапорщиком, затем служил прапорщиком (1783), поручиком (1788) и провиантмейстером (1791). Был в походах: в Крымских горах при дер. Алуште 1774, в Кубанской степи (1776—1779), при взятии Крыма (1783—1784), в Финляндии против шведской армии (1788—1790). В 1797 году вышел в отставку. По документам за этот год, за Василием Семёновичем «с матерью его состоит в Псковском наместничестве крестьян мужского пола 180 душ».

## Биография
Василий Васильевич Круковский родился 1803 году в семье провиантмейстера капитанского чина Василия Семёновича Круковского и Анны Андреевны, урождённой Нелединской. Его братья, Пётр и Семён, стали помещиками, а Василий Васильевич посвятил свою жизнь военной карьере, и довольно успешной: он дослужился до чина генерал-лейтенанта. Служил в Москве, был начальником Московского арсенала; с 1855 года до выхода в отставку служил в Калуге.
Его жена, Елизавета Шуберт, была светской женщиной, говорившей на четырёх европейских языках, и талантливой пианисткой. Она была дочерью генерала от инфантерии, почётного академика, геодезиста Фёдора Фёдоровича Шуберта и внучкой петербургского академика, астронома Фёдора Ивановича Шуберта.
После смерти отца в 1836 году братья Круковские разделили родительские имения. Василий Васильевич получил свою долю деньгами и остался без недвижимой собственности. В 1841 году он приобрёл с публичных торгов имение Полибино. Он хотел после окончания военной карьеры жить там с семьей постоянно. Имение было полностью реконструировано по желанию нового хозяина. До его выхода в отставку возведением новых построек и реконструкцией старых в основном занимался его брат Семён.

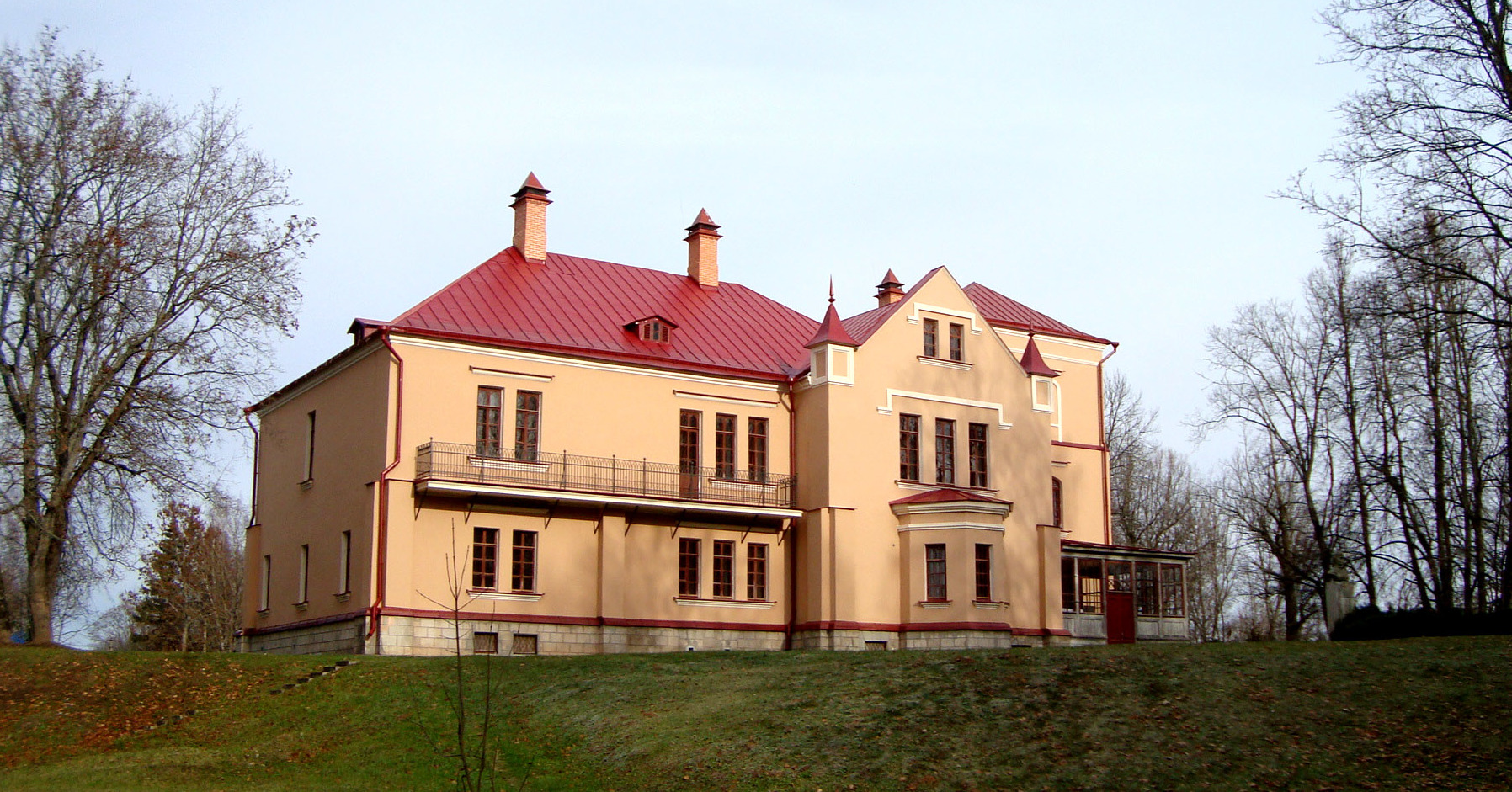
Усадьба Корвин-Круковских, фотография 2014 года. Здесь находится дом-музей С. В. Ковалевской

В 1858 году Василий Васильевич вышел в отставку и переехал с семьёй в Полибино. Он постепенно скупал и присоединял к своему имению окрестные деревни. Мечтал о родовом поместье для потомков. Но с его смертью расцвет усадьбы закончился.
У Василия Васильевича и Елизаветы Фёдоровны были сыновья Василий (по-видимому, умер во младенчестве) и Фёдор (1855—1920), а также две дочери — Анна, в замужестве Жаклар (Jaclard) (1843—1887), ставшая революционеркой и писательницей, и Софья (в замужестве Ковалевская) (1850—1891), ставшая выдающимся математиком.